# Sia (Sängerin)/Diskografie
Diese Diskografie ist eine Übersicht über die musikalischen Werke der australischen Singer-Songwriterin Sia. Den Quellenangaben und Schallplattenauszeichnungen zufolge hat sie bisher mehr als 153,2 Millionen Tonträger verkauft, davon alleine in ihrer Heimat über 4,8 Millionen. In Deutschland verkaufte Sia über 9,7 Millionen Tonträger, womit sie zu den Musikerinnen mit den meisten Tonträgerverkäufen zählt. Ihre erfolgreichste Veröffentlichung ist die Single Chandelier mit über 17,2 Millionen verkauften Einheiten. Cheap Thrills avancierte darüber hinaus in Deutschland zum Millionenseller und zählt damit zu den meistverkauften Singles des Landes der 2010er-Jahre.

## Alben

### Studioalben
| Jahr | Titel Musiklabel                                     | Höchstplatzierung, Gesamtwochen, AuszeichnungChartplatzierungen (Jahr, Titel, Musiklabel, Platzierungen, Wochen, Auszeichnungen, Anmerkungen) | Höchstplatzierung, Gesamtwochen, AuszeichnungChartplatzierungen (Jahr, Titel, Musiklabel, Platzierungen, Wochen, Auszeichnungen, Anmerkungen) | Höchstplatzierung, Gesamtwochen, AuszeichnungChartplatzierungen (Jahr, Titel, Musiklabel, Platzierungen, Wochen, Auszeichnungen, Anmerkungen) | Höchstplatzierung, Gesamtwochen, AuszeichnungChartplatzierungen (Jahr, Titel, Musiklabel, Platzierungen, Wochen, Auszeichnungen, Anmerkungen) | Höchstplatzierung, Gesamtwochen, AuszeichnungChartplatzierungen (Jahr, Titel, Musiklabel, Platzierungen, Wochen, Auszeichnungen, Anmerkungen) | Höchstplatzierung, Gesamtwochen, AuszeichnungChartplatzierungen (Jahr, Titel, Musiklabel, Platzierungen, Wochen, Auszeichnungen, Anmerkungen) | Anmerkungen                                                 |
| Jahr | Titel Musiklabel                                     | DE | AT | CH | UK | US | AU | Anmerkungen                                                 |
| ---- | ---------------------------------------------------- | --- | --- | --- | --- | --- | --- | ----------------------------------------------------------- |
| 1997 | OnlySee Flavoured Records (FR)                       | — | — | — | — | — | — | Erstveröffentlichung: 23. Dezember 1997                     |
| 2001 | Healing Is Difficult Columbia Records (Sony)         | — | — | — | — | — | — | Erstveröffentlichung: 9. Juli 2001                          |
| 2004 | Colour the Small One Island Records (UMG)            | — | — | — | — | — | — | Erstveröffentlichung: 12. Januar 2004                       |
| 2008 | Some People Have Real Problems Concord Records (UMG) | — | — | — | — | US26 (8 Wo.)US | AU41 Gold · (2 Wo.)AU | Erstveröffentlichung: 8. Januar 2008 Verkäufe: + 35.000     |
| 2010 | We Are Born RCA Records (Sony)                       | DE73 (1 Wo.)DE | — | CH38 (2 Wo.)CH | UK74 (1 Wo.)UK | US37 (2 Wo.)US | AU2 Gold · (20 Wo.)AU | Erstveröffentlichung: 7. Juni 2010 Verkäufe: + 35.000       |
| 2014 | 1000 Forms of Fear RCA Records (Sony)                | DE30 Gold · (7 Wo.)DE | AT19 (14 Wo.)AT | CH4 (75 Wo.)CH | UK5 Platin · (98 Wo.)UK | US1 ×2Doppelplatin · (117 Wo.)US | AU1 Platin · (60 Wo.)AU | Erstveröffentlichung: 4. Juli 2014 Verkäufe: + 3.305.000    |
| 2016 | This Is Acting RCA Records (Sony)                    | DE14 Platin · (49 Wo.)DE | AT9 (22 Wo.)AT | CH3 Gold · (61 Wo.)CH | UK3 Platin · (70 Wo.)UK | US4 ×2Doppelplatin · (83 Wo.)US | AU1 Gold · (52 Wo.)AU | Erstveröffentlichung: 26. Januar 2016 Verkäufe: + 3.527.000 |
| 2024 | Reasonable Woman Atlantic Records (WMG)              | DE16 (1 Wo.)DE | AT13 (1 Wo.)AT | CH6 (3 Wo.)CH | UK59 (1 Wo.)UK | US153 (1 Wo.)US | AU14 (1 Wo.)AU | Erstveröffentlichung: 3. Mai 2024                           |

### Gemeinschaftsalben
| Jahr | Titel Musiklabel                                           | Höchstplatzierung, Gesamtwochen, AuszeichnungChartplatzierungen (Jahr, Titel, Musiklabel, Platzierungen, Wochen, Auszeichnungen, Anmerkungen) | Höchstplatzierung, Gesamtwochen, AuszeichnungChartplatzierungen (Jahr, Titel, Musiklabel, Platzierungen, Wochen, Auszeichnungen, Anmerkungen) | Höchstplatzierung, Gesamtwochen, AuszeichnungChartplatzierungen (Jahr, Titel, Musiklabel, Platzierungen, Wochen, Auszeichnungen, Anmerkungen) | Höchstplatzierung, Gesamtwochen, AuszeichnungChartplatzierungen (Jahr, Titel, Musiklabel, Platzierungen, Wochen, Auszeichnungen, Anmerkungen) | Höchstplatzierung, Gesamtwochen, AuszeichnungChartplatzierungen (Jahr, Titel, Musiklabel, Platzierungen, Wochen, Auszeichnungen, Anmerkungen) | Höchstplatzierung, Gesamtwochen, AuszeichnungChartplatzierungen (Jahr, Titel, Musiklabel, Platzierungen, Wochen, Auszeichnungen, Anmerkungen) | Anmerkungen                                                                            |
| Jahr | Titel Musiklabel                                           | DE | AT | CH | UK | US | AU | Anmerkungen                                                                            |
| ---- | ---------------------------------------------------------- | --- | --- | --- | --- | --- | --- | -------------------------------------------------------------------------------------- |
| 2019 | Labrinth, Sia & Diplo Present… LSD Columbia Records (Sony) | DE49 (2 Wo.)DE | AT29 (3 Wo.)AT | CH24 (4 Wo.)CH | UK44 (1 Wo.)UK | US70 (1 Wo.)US | AU49 (1 Wo.)AU | Erstveröffentlichung: 12. April 2019 Verkäufe: + 152.500; mit Diplo & Labrinth als LSD |

### Livealben
| Jahr | Titel Musiklabel                         | Anmerkungen                           |
| ---- | ---------------------------------------- | ------------------------------------- |
| 2007 | Lady Croissant Astralwerks Records (UMG) | Erstveröffentlichung: 6. Februar 2007 |

### Kompilationen
| Jahr | Titel Musiklabel                   | Höchstplatzierung, Gesamtwochen, AuszeichnungChartplatzierungen (Jahr, Titel, Musiklabel, Platzierungen, Wochen, Auszeichnungen, Anmerkungen) | Höchstplatzierung, Gesamtwochen, AuszeichnungChartplatzierungen (Jahr, Titel, Musiklabel, Platzierungen, Wochen, Auszeichnungen, Anmerkungen) | Höchstplatzierung, Gesamtwochen, AuszeichnungChartplatzierungen (Jahr, Titel, Musiklabel, Platzierungen, Wochen, Auszeichnungen, Anmerkungen) | Höchstplatzierung, Gesamtwochen, AuszeichnungChartplatzierungen (Jahr, Titel, Musiklabel, Platzierungen, Wochen, Auszeichnungen, Anmerkungen) | Höchstplatzierung, Gesamtwochen, AuszeichnungChartplatzierungen (Jahr, Titel, Musiklabel, Platzierungen, Wochen, Auszeichnungen, Anmerkungen) | Höchstplatzierung, Gesamtwochen, AuszeichnungChartplatzierungen (Jahr, Titel, Musiklabel, Platzierungen, Wochen, Auszeichnungen, Anmerkungen) | Anmerkungen                         |
| Jahr | Titel Musiklabel                   | DE | AT | CH | UK | US | AU | Anmerkungen                         |
| ---- | ---------------------------------- | --- | --- | --- | --- | --- | --- | ----------------------------------- |
| 2012 | Best of… Inertia Records (Inertia) | — | — | — | — | — | AU27 (2 Wo.)AU | Erstveröffentlichung: 30. März 2012 |

### Soundtracks
| Jahr | Titel Musiklabel             | Höchstplatzierung, Gesamtwochen, AuszeichnungChartplatzierungen (Jahr, Titel, Musiklabel, Platzierungen, Wochen, Auszeichnungen, Anmerkungen) | Höchstplatzierung, Gesamtwochen, AuszeichnungChartplatzierungen (Jahr, Titel, Musiklabel, Platzierungen, Wochen, Auszeichnungen, Anmerkungen) | Höchstplatzierung, Gesamtwochen, AuszeichnungChartplatzierungen (Jahr, Titel, Musiklabel, Platzierungen, Wochen, Auszeichnungen, Anmerkungen) | Höchstplatzierung, Gesamtwochen, AuszeichnungChartplatzierungen (Jahr, Titel, Musiklabel, Platzierungen, Wochen, Auszeichnungen, Anmerkungen) | Höchstplatzierung, Gesamtwochen, AuszeichnungChartplatzierungen (Jahr, Titel, Musiklabel, Platzierungen, Wochen, Auszeichnungen, Anmerkungen) | Höchstplatzierung, Gesamtwochen, AuszeichnungChartplatzierungen (Jahr, Titel, Musiklabel, Platzierungen, Wochen, Auszeichnungen, Anmerkungen) | Anmerkungen                                               |
| Jahr | Titel Musiklabel             | DE | AT | CH | UK | US | AU | Anmerkungen                                               |
| ---- | ---------------------------- | --- | --- | --- | --- | --- | --- | --------------------------------------------------------- |
| 2021 | Music Atlantic Records (WMG) | DE28 (1 Wo.)DE | AT49 (1 Wo.)AT | CH5 (3 Wo.)CH | UK90 (1 Wo.)UK | — | AU12 (1 Wo.)AU | Erstveröffentlichung: 12. Februar 2021 Verkäufe: + 50.000 |

### EPs
| Jahr | Titel Musiklabel                                               | Anmerkungen                             |
| ---- | -------------------------------------------------------------- | --------------------------------------- |
| 2004 | Don’t Bring Me Down E.P. Go! Beat (GBL)                        | Erstveröffentlichung: 9. Februar 2004   |
| 2008 | Remixes 1 Astralwerks Records (UMG)                            | Erstveröffentlichung: 15. Juli 2008     |
| 2008 | Remixes 2 Astralwerks Records (UMG)                            | Erstveröffentlichung: 15. Juli 2008     |
| 2008 | Rhapsody Originals Hear Music (CMG)                            | Erstveröffentlichung: 22. Juli 2008     |
| 2023 | Everyday Is Christmas – Snowman EP Monkey Puzzle Records (MPR) | Erstveröffentlichung: 24. November 2023 |

### Weihnachtsalben
| Jahr | Titel Musiklabel                             | Höchstplatzierung, Gesamtwochen, AuszeichnungChartplatzierungen (Jahr, Titel, Musiklabel, Platzierungen, Wochen, Auszeichnungen, Anmerkungen) | Höchstplatzierung, Gesamtwochen, AuszeichnungChartplatzierungen (Jahr, Titel, Musiklabel, Platzierungen, Wochen, Auszeichnungen, Anmerkungen) | Höchstplatzierung, Gesamtwochen, AuszeichnungChartplatzierungen (Jahr, Titel, Musiklabel, Platzierungen, Wochen, Auszeichnungen, Anmerkungen) | Höchstplatzierung, Gesamtwochen, AuszeichnungChartplatzierungen (Jahr, Titel, Musiklabel, Platzierungen, Wochen, Auszeichnungen, Anmerkungen) | Höchstplatzierung, Gesamtwochen, AuszeichnungChartplatzierungen (Jahr, Titel, Musiklabel, Platzierungen, Wochen, Auszeichnungen, Anmerkungen) | Höchstplatzierung, Gesamtwochen, AuszeichnungChartplatzierungen (Jahr, Titel, Musiklabel, Platzierungen, Wochen, Auszeichnungen, Anmerkungen) | Anmerkungen                                                 |
| Jahr | Titel Musiklabel                             | DE | AT | CH | UK | US | AU | Anmerkungen                                                 |
| ---- | -------------------------------------------- | --- | --- | --- | --- | --- | --- | ----------------------------------------------------------- |
| 2017 | Everyday Is Christmas Atlantic Records (WMG) | DE4 (24 Wo.)DE | AT12 (23 Wo.)AT | CH6 (20 Wo.)CH | UK39 Silber · (8 Wo.)UK | US27 (32 Wo.)US | AU7 (6 Wo.)AU | Erstveröffentlichung: 17. November 2017 Verkäufe: + 177.500 |

## Singles

### Als Leadmusikerin
| Jahr | Titel Album                                                         | Höchstplatzierung, Gesamtwochen, AuszeichnungChartplatzierungen (Jahr, Titel, Album, Platzierungen, Wochen, Auszeichnungen, Anmerkungen) | Höchstplatzierung, Gesamtwochen, AuszeichnungChartplatzierungen (Jahr, Titel, Album, Platzierungen, Wochen, Auszeichnungen, Anmerkungen) | Höchstplatzierung, Gesamtwochen, AuszeichnungChartplatzierungen (Jahr, Titel, Album, Platzierungen, Wochen, Auszeichnungen, Anmerkungen) | Höchstplatzierung, Gesamtwochen, AuszeichnungChartplatzierungen (Jahr, Titel, Album, Platzierungen, Wochen, Auszeichnungen, Anmerkungen) | Höchstplatzierung, Gesamtwochen, AuszeichnungChartplatzierungen (Jahr, Titel, Album, Platzierungen, Wochen, Auszeichnungen, Anmerkungen) | Höchstplatzierung, Gesamtwochen, AuszeichnungChartplatzierungen (Jahr, Titel, Album, Platzierungen, Wochen, Auszeichnungen, Anmerkungen) | Anmerkungen                                                                                | [↑]: gemeinsam behandelt mit vorhergehendem Eintrag; [←]: in beiden Charts platziert |
| Jahr | Titel Album                                                         | DE | AT | CH | UK | US | AU | Anmerkungen                                                                                |                                                                                      |
| --- | ------------------------------------------------------------------- | --- | --- | --- | --- | --- | --- | ------------------------------------------------------------------------------------------ | ------------------------------------------------------------------------------------ |
| 1997 | How to Breathe –                                                    | — | — | — | — | — | — | Erstveröffentlichung: 1997                                                                 |                                                                                      |
| 2000 | Taken for Granted Healing Is Difficult                              | — | — | — | UK10 (6 Wo.)UK | — | — | Erstveröffentlichung: 19. Mai 2000                                                         |                                                                                      |
| 2000 | Little Man Healing Is Difficult                                     | — | — | — | UK82 (1 Wo.)UK | — | — | Erstveröffentlichung: 18. September 2000                                                   |                                                                                      |
| 2000 | Drink to Get Drunk Healing Is Difficult                             | — | — | — | UK91 (1 Wo.)UK | — | — | Erstveröffentlichung: Dezember 2000                                                        |                                                                                      |
| 2004 | Breathe Me Colour the Small One                                     | — | — | — | UK71 Platin · (1 Wo.)UK | — | — | Erstveröffentlichung: 19. Januar 2004 Verkäufe: + 660.000                                  |                                                                                      |
| 2004 | Don’t Bring Me Down Colour the Small One • Don’t Bring Me Down E.P. | — | — | — | — | — | — | Erstveröffentlichung: 9. März 2004                                                         |                                                                                      |
| 2004 | Where I Belong Colour the Small One                                 | — | — | — | UK85 (1 Wo.)UK | — | — | Erstveröffentlichung: 9. August 2004                                                       |                                                                                      |
| 2007 | Day Too Soon Some People Have Real Problems                         | — | — | — | — | — | — | Erstveröffentlichung: 19. November 2007                                                    |                                                                                      |
| 2008 | The Girl You Lost to Cocaine Some People Have Real Problems         | — | — | — | — | — | — | Erstveröffentlichung: 25. Januar 2008                                                      |                                                                                      |
| 2008 | Soon We’ll Be Found Some People Have Real Problems                  | — | — | — | UK94 (1 Wo.)UK | — | — | Erstveröffentlichung: 13. Oktober 2008                                                     |                                                                                      |
| 2008 | Buttons Some People Have Real Problems                              | — | — | — | — | — | — | Erstveröffentlichung: 1. Dezember 2008                                                     |                                                                                      |
| 2009 | You’ve Changed We Are Born                                          | — | — | — | — | — | AU31 (6 Wo.)AU | Erstveröffentlichung: 24. März 2009 feat. Lauren Flax                                      |                                                                                      |
| 2010 | Under the Milky Way –                                               | — | — | — | — | — | — | Erstveröffentlichung: 26. Januar 2010                                                      |                                                                                      |
| 2010 | Clap Your Hands We Are Born                                         | — | — | CH27 (15 Wo.)CH | — | — | AU17 (5 Wo.)AU | Erstveröffentlichung: 12. April 2010                                                       |                                                                                      |
| 2010 | Bring Night We Are Born                                             | — | — | — | — | — | — | Erstveröffentlichung: 10. September 2010                                                   |                                                                                      |
| 2013 | Elastic Heart 1000 Forms of Fear                                    | DE29 Platin · (24 Wo.)DE | AT15 (22 Wo.)AT | CH12* (31 Wo.)CH | UK10 ×3Dreifachplatin · (38 Wo.)UK | US17 ×5Fünffachplatin · (30 Wo.)US | AU5 ×3Dreifachplatin · (25 Wo.)AU | Erstveröffentlichung: 30. September 2013 Verkäufe: + 8.460.000; * feat. Diplo & The Weeknd |                                                                                      |
| 2014 | Chandelier 1000 Forms of Fear                                       | DE10 ×3Dreifachgold · (53 Wo.)DE | AT2 Gold · (42 Wo.)AT | CH2 Platin · (63 Wo.)CH | UK6 ×5Fünffachplatin · (114 Wo.)UK | US8 Diamant · (46 Wo.)US | AU2 ×5Fünffachplatin · (45 Wo.)AU | Erstveröffentlichung: 17. März 2014 Verkäufe: + 17.275.000                                 |                                                                                      |
| 2014 | Eye of the Needle 1000 Forms of Fear                                | — | — | — | — | — | AU36 (1 Wo.)AU | Erstveröffentlichung: 3. Juni 2014                                                         |                                                                                      |
| 2014 | Big Girls Cry 1000 Forms of Fear                                    | — | — | — | UK77 Silber · (7 Wo.)UK | US— GoldUS | AU16 Platin · (13 Wo.)AU | Erstveröffentlichung: 1. Juli 2014 Verkäufe: + 910.700                                     |                                                                                      |
| 2014 | You’re Never Fully Dressed Without a Smile Annie (O.S.T.)           | — | — | — | — | — | — | Erstveröffentlichung: 22. Oktober 2014                                                     |                                                                                      |
| 2015 | Salted Wound Fifty Shades of Grey (O.S.T.)                          | — | — | — | — | — | — | Erstveröffentlichung: 27. Januar 2015 Verkäufe: + 30.000                                   |                                                                                      |
| 2015 | Fire Meet Gasoline 1000 Forms of Fear                               | DE85 (3 Wo.)DE | AT68 (3 Wo.)AT | CH47 (7 Wo.)CH | — | — | — | Erstveröffentlichung: 27. April 2015 Verkäufe: + 40.000                                    |                                                                                      |
| 2015 | Alive This Is Acting                                                | — | AT39 (4 Wo.)AT | CH30 (7 Wo.)CH | UK30 Platin · (22 Wo.)UK | US56 Platin · (3 Wo.)US | AU10 Platin · (11 Wo.)AU | Erstveröffentlichung: 24. September 2015 Verkäufe: + 2.025.000                             |                                                                                      |
| 2015 | Bird Set Free This Is Acting                                        | — | — | CH69 (1 Wo.)CH | UK92 Silber · (1 Wo.)UK | US— GoldUS | AU36 (1 Wo.)AU | Erstveröffentlichung: 4. November 2015 Verkäufe: + 750.000                                 |                                                                                      |
| 2015 | One Million Bullets This Is Acting                                  | — | — | — | — | — | — | Erstveröffentlichung: 27. November 2015                                                    |                                                                                      |
| 2015 | Cheap Thrills This Is Acting                                        | DE1 a Diamant · (55 Wo.)DE | AT1 Platin · (47 Wo.)AT | CH2 (62 Wo.)CH | UK2 ×5Fünffachplatin · (66 Wo.)UK | US1 a ×9Neunfachplatin · (52 Wo.)US | AU6 ×4Vierfachplatin · (39 Wo.)AU | Erstveröffentlichung: 17. Dezember 2015 Verkäufe: + 16.578.200                             |                                                                                      |
| 2016 | Reaper This Is Acting                                               | — | — | — | UK82 (1 Wo.)UK | — | — | Erstveröffentlichung: 8. Januar 2016                                                       |                                                                                      |
| 2016 | Unstoppable This Is Acting                                          | DE62 Platin · (2 Wo.)DE | AT35 (3 Wo.)AT | CH26 (153 Wo.)CH | UK— ×2DoppelplatinUK | US28 ×3Dreifachplatin · (29 Wo.)US | — | Erstveröffentlichung: 13. Juli 2016 Verkäufe: + 5.673.333                                  |                                                                                      |
| 2016 | The Greatest This Is Acting (Deluxe Version)                        | DE3 ×3Dreifachgold · (26 Wo.)DE | AT4 Gold · (23 Wo.)AT | CH1 Platin · (33 Wo.)CH | UK5 ×2Doppelplatin · (29 Wo.)UK | US18 ×4Vierfachplatin · (23 Wo.)US | AU2 ×2Doppelplatin · (20 Wo.)AU | Erstveröffentlichung: 5. September 2016 Verkäufe: + 7.583.333; feat. Kendrick Lamar        |                                                                                      |
| 2016 | Move Your Body This Is Acting                                       | DE— GoldDE | — | — | UK59 Gold · (7 Wo.)UK | US— GoldUS | AU34 (5 Wo.)AU | Erstveröffentlichung: 31. Oktober 2016 Verkäufe: + 1.485.000                               |                                                                                      |
| 2016 | Never Give Up Lion Original Motion Picture Soundtrack               | DE8 Platin · (23 Wo.)DE | AT12 (21 Wo.)AT | CH33 (24 Wo.)CH | — | — | AU29 Gold · (3 Wo.)AU | Erstveröffentlichung: 18. November 2016 Verkäufe: + 618.333                                |                                                                                      |
| 2016 | Angel by the Wings –                                                | — | — | — | — | — | — | Erstveröffentlichung: 2. Dezember 2016                                                     |                                                                                      |
| 2017 | Helium Fifty Shades of Grey – Gefährliche Liebe (O.S.T.)            | DE30 (4 Wo.)DE | AT21 (5 Wo.)AT | CH19 (6 Wo.)CH | UK45 Silber · (3 Wo.)UK | US71 (1 Wo.)US | — | Erstveröffentlichung: 10. Februar 2017 Verkäufe: + 357.000                                 |                                                                                      |
| 2017 | Helium (Remix) –[DE: ↑]                                             | DE30 (4 Wo.)DE | AT64 (1 Wo.)AT | CH43 (1 Wo.)CH[UK: ↑][US: ↑] | UK45 Silber · (3 Wo.)UK | US71 (1 Wo.)US | — | Remix: 25. Januar 2018 vs. Afrojack & David Guetta                                         |                                                                                      |
| 2017 | To Be Human Wonder Woman (O.S.T.)                                   | — | — | — | — | — | — | Erstveröffentlichung: 25. Mai 2017 feat. Labrinth                                          |                                                                                      |
| 2017 | Free Me –                                                           | — | — | — | — | — | — | Erstveröffentlichung: 9. Juni 2017                                                         |                                                                                      |
| 2017 | Rainbow My Little Pony – Der Film (O.S.T.)                          | — | — | — | — | — | — | Erstveröffentlichung: 15. September 2017                                                   |                                                                                      |
| 2017 | Santa’s Coming for Us Everyday Is Christmas                         | DE50 (11 Wo.)DE | AT47 (12 Wo.)AT | CH27 (11 Wo.)CH | UK17 Gold · (20 Wo.)UK | US— GoldUS | — | Erstveröffentlichung: 30. Oktober 2017 Verkäufe: + 1.115.000                               |                                                                                      |
| 2017 | Snowman Everyday Is Christmas                                       | DE6 Platin · (30 Wo.)DE | AT4 (30 Wo.)AT | CH4 (37 Wo.)CH | UK18 Platin · (24 Wo.)UK | US43 ×2Doppelplatin · (1 Wo.)US | AU11 (11 Wo.)AU | Erstveröffentlichung: 9. November 2017 Verkäufe: + 4.048.333                               |                                                                                      |
| 2018 | Genius Labrinth, Sia & Diplo Present… LSD                           | DE79 (1 Wo.)DE | AT66 Gold · (3 Wo.)AT | CH84 (1 Wo.)CH | UK72 Silber · (2 Wo.)UK | US— PlatinUS | AU— PlatinAU | Erstveröffentlichung: 3. Mai 2018 Verkäufe: + 1.590.000; als LSD                           |                                                                                      |
| 2018 | Audio Labrinth, Sia & Diplo Present… LSD                            | — | — | CH75 (10 Wo.)CH | — | US— GoldUS | AU— PlatinAU | Erstveröffentlichung: 10. Mai 2018 Verkäufe: + 905.000; als LSD                            |                                                                                      |
| 2018 | Thunderclouds Labrinth, Sia & Diplo Present… LSD                    | DE56 Gold · (13 Wo.)DE | AT35 Platin · (18 Wo.)AT | CH38 Gold · (21 Wo.)CH | UK17 Gold · (11 Wo.)UK | US67 Gold · (5 Wo.)US | AU— PlatinAU | Erstveröffentlichung: 9. August 2018 Verkäufe: + 1.938.333; als LSD                        |                                                                                      |
| 2018 | I’m Still Here –                                                    | — | — | CH65 (1 Wo.)CH | — | — | — | Erstveröffentlichung: 12. Oktober 2018                                                     |                                                                                      |
| 2018 | Mountains Labrinth, Sia & Diplo Present… LSD                        | — | — | — | — | — | — | Erstveröffentlichung: 1. November 2018 als LSD                                             |                                                                                      |
| 2019 | No New Friends Labrinth, Sia & Diplo Present… LSD                   | — | — | — | — | — | — | Erstveröffentlichung: 15. März 2019 Verkäufe: + 50.000; als LSD                            |                                                                                      |
| 2019 | Heaven Can Wait Labrinth, Sia & Diplo Present… LSD                  | — | — | — | — | — | — | Erstveröffentlichung: 12. April 2019 als LSD                                               |                                                                                      |
| 2020 | Original Die fantastische Reise des Dr. Dolittle (O.S.T.)           | — | — | — | — | — | — | Erstveröffentlichung: 10. Januar 2020                                                      |                                                                                      |
| 2020 | Saved My Life Music                                                 | — | — | CH79 (1 Wo.)CH | — | — | — | Erstveröffentlichung: 2. Mai 2020                                                          |                                                                                      |
| 2020 | Together Music                                                      | DE— bDE | AT— GoldAT | CH61 (14 Wo.)CH | UK96 (1 Wo.)UK | — | AU27 (12 Wo.)AU | Erstveröffentlichung: 20. Mai 2020 Verkäufe: + 55.000                                      |                                                                                      |
| 2020 | Riding on My Bike At Home with the Kids (Sampler)                   | — | — | — | — | — | — | Erstveröffentlichung: 21. August 2020                                                      |                                                                                      |
| 2020 | Courage to Change Music                                             | DE— cDE | — | CH21 (14 Wo.)CH | — | — | — | Erstveröffentlichung: 24. September 2020 Verkäufe: + 225.000                               |                                                                                      |
| 2020 | Hey Boy! Music                                                      | — | — | — | — | — | — | Erstveröffentlichung: 19. November 2020                                                    |                                                                                      |
| 2021 | Floating Through Space Music                                        | DE56 (18 Wo.)DE | AT53 Gold · (13 Wo.)AT | CH32 (28 Wo.)CH | — | — | — | Erstveröffentlichung: 4. Februar 2021 Verkäufe: + 215.000; mit David Guetta                |                                                                                      |
| 2021 | Eye to Eye Music                                                    | — | — | — | — | — | — | Erstveröffentlichung: 4. Juni 2021                                                         |                                                                                      |
| 2021 | 1+1 Music                                                           | — | — | — | — | — | — | Erstveröffentlichung: 13. Juli 2021 Verkäufe: + 200.000                                    |                                                                                      |
| 2021 | Fly Me to the Moon –                                                | — | — | — | — | — | — | Erstveröffentlichung: 2. Dezember 2021 Original: Kaye Ballard                              |                                                                                      |
| 2023 | Gimme Love Reasonable Woman                                         | DE69 (8 Wo.)DE | — | CH77 (7 Wo.)CH | — | — | — | Erstveröffentlichung: 13. September 2023 Verkäufe: + 353.333                               |                                                                                      |
| 2024 | Dance Alone Reasonable Woman • Tension II                           | — | — | — | UK60 (3 Wo.)UK | — | — | Erstveröffentlichung: 7. Februar 2024 mit Kylie Minogue                                    |                                                                                      |
| 2024 | Incredible Reasonable Woman                                         | — | — | — | — | — | — | Erstveröffentlichung: 5. April 2024 feat. Labrinth                                         |                                                                                      |
| 2024 | I Forgive You Reasonable Woman                                      | — | — | — | — | — | — | Erstveröffentlichung: 12. April 2024                                                       |                                                                                      |
| Folgende Lieder erschienen nicht als Single, wurden aber durch das Album zum Download und Streaming bereitgestellt und konnten somit eine Platzierung erlangen: |                                                                     | | | | | | |                                                                                            |                                                                                      |
| |                                                                     | | | | | | |                                                                                            |                                                                                      |
| 2010 | I Go to Sleep Some People Have Real Problems                        | — | — | — | — | — | AU32 (1 Wo.)AU | Charteinstieg: 21. November 2010                                                           |                                                                                      |
| 2015 | California Dreamin’ San Andreas (O.S.T.)                            | — | — | — | UK92 (2 Wo.)UK | — | — | Charteinstieg: 17. Mai 2015 Original: The Mamas and the Papas                              |                                                                                      |

### Als Gastmusikerin
| Jahr | Titel Album                                                    | Höchstplatzierung, Gesamtwochen, AuszeichnungChartplatzierungen (Jahr, Titel, Album, Platzierungen, Wochen, Auszeichnungen, Anmerkungen) | Höchstplatzierung, Gesamtwochen, AuszeichnungChartplatzierungen (Jahr, Titel, Album, Platzierungen, Wochen, Auszeichnungen, Anmerkungen) | Höchstplatzierung, Gesamtwochen, AuszeichnungChartplatzierungen (Jahr, Titel, Album, Platzierungen, Wochen, Auszeichnungen, Anmerkungen) | Höchstplatzierung, Gesamtwochen, AuszeichnungChartplatzierungen (Jahr, Titel, Album, Platzierungen, Wochen, Auszeichnungen, Anmerkungen) | Höchstplatzierung, Gesamtwochen, AuszeichnungChartplatzierungen (Jahr, Titel, Album, Platzierungen, Wochen, Auszeichnungen, Anmerkungen) | Höchstplatzierung, Gesamtwochen, AuszeichnungChartplatzierungen (Jahr, Titel, Album, Platzierungen, Wochen, Auszeichnungen, Anmerkungen) | Anmerkungen                                                                                      |
| Jahr | Titel Album                                                    | DE | AT | CH | UK | US | AU | Anmerkungen                                                                                      |
| --- | -------------------------------------------------------------- | --- | --- | --- | --- | --- | --- | ------------------------------------------------------------------------------------------------ |
| 2001 | Destiny Simple Things                                          | — | — | — | UK30 (3 Wo.)UK | — | — | Erstveröffentlichung: 6. August 2001 Zero 7 feat. Sia                                            |
| 2002 | Distractions Simple Things                                     | — | — | — | UK45 (2 Wo.)UK | — | — | Erstveröffentlichung: 18. März 2002 Zero 7 feat. Sia                                             |
| 2004 | Somersault When It Falls                                       | — | — | — | UK56 (2 Wo.)UK | — | — | Erstveröffentlichung: 17. Mai 2004 Zero 7 feat. Sia                                              |
| 2006 | Throw It All Away The Garden                                   | — | — | — | — | — | — | Erstveröffentlichung: 15. Mai 2006 Zero 7 feat. Sia                                              |
| 2006 | You’re My Flame The Garden                                     | — | — | — | — | — | — | Erstveröffentlichung: 24. Juli 2006 Zero 7 feat. Sia                                             |
| 2008 | Silent Nights –                                                | — | — | — | — | — | — | Erstveröffentlichung: 22. November 2008 Scott Matthew feat. Sia                                  |
| 2011 | Titanium Nothing but the Beat                                  | DE5 ×2Doppelplatin · (49 Wo.)DE | AT3 Platin · (46 Wo.)AT | CH9 ×2Doppelplatin · (… Wo.)CH | UK1 ×5Fünffachplatin · (86 Wo.)UK | US7 ×5Fünffachplatin · (33 Wo.)US | AU5 ×5Fünffachplatin · (38 Wo.)AU | Erstveröffentlichung: 5. August 2011 Verkäufe: + 10.606.434; David Guetta feat. Sia              |
| 2011 | I Love It Drinking from the Sun                                | — | — | — | — | — | AU6 ×8Achtfachplatin · (20 Wo.)AU | Erstveröffentlichung: 25. November 2011 Verkäufe: + 567.500; Hilltop Hoods feat. Sia             |
| 2011 | Wild Ones                                                      | DE6 Gold · (22 Wo.)DE | AT2 Platin · (22 Wo.)AT | CH3 Platin · (23 Wo.)CH | UK4 ×3Dreifachplatin · (28 Wo.)UK | US5 ×5Fünffachplatin · (36 Wo.)US | AU1 ×7Siebenfachplatin · (27 Wo.)AU | Erstveröffentlichung: 19. Dezember 2011 Verkäufe: 8.452.500; Flo Rida feat. Sia                  |
| 2012 | Wild One Two Cathy & David Guetta Present FMIF! Ibiza Mix 2012 | DE65 (3 Wo.)DE | AT43 (2 Wo.)AT | — | — | — | — | Erstveröffentlichung: 14. Februar 2012 David Guetta feat. Jack Back, Nicky Romero & Sia          |
| 2012 | She Wolf (Falling to Pieces) Nothing but the Beat 2.0          | DE3 Gold · (32 Wo.)DE | AT3 Gold · (27 Wo.)AT | CH4 Platin · (31 Wo.)CH | UK8 Platin · (17 Wo.)UK | — | AU11 ×2Doppelplatin · (27 Wo.)AU | Erstveröffentlichung: 7. August 2012 Verkäufe: + 1.183.200; David Guetta feat. Sia               |
| 2014 | Battle Cry Dirty Gold                                          | — | — | — | UK70 (2 Wo.)UK | — | — | Erstveröffentlichung: 3. März 2014 Angel Haze feat. Sia                                          |
| 2014 | Guts Over Fear Shady XV                                        | DE35 (8 Wo.)DE | AT53 (2 Wo.)AT | CH30 (4 Wo.)CH | UK10 Silber · (5 Wo.)UK | US22 Platin · (3 Wo.)US | AU22 (4 Wo.)AU | Erstveröffentlichung: 25. August 2014 Verkäufe: + 1.337.500; Eminem feat. Sia                    |
| 2015 | Déjà vu                                                        | — | — | — | — | — | — | Erstveröffentlichung: 17. April 2015 Giorgio Moroder feat. Sia                                   |
| 2015 | Like a River Runs Terrible Thrills Vol. 2                      | — | — | — | — | — | — | Erstveröffentlichung: 2. Juni 2015 Bleachers feat. Sia                                           |
| 2015 | Golden –                                                       | — | — | — | — | — | AU4 Platin · (11 Wo.)AU | Erstveröffentlichung: 15. Juni 2015 Verkäufe: + 77.500; Travie McCoy feat. Sia                   |
| 2015 | Bang My Head Listen Again                                      | DE24 Gold · (26 Wo.)DE | AT16 (20 Wo.)AT | CH18 Gold · (29 Wo.)CH | UK18 Platin · (30 Wo.)UK | US76 Gold · (6 Wo.)US | AU21 (12 Wo.)AU | Erstveröffentlichung: 30. Oktober 2015 Verkäufe: + 1.848.333 David Guetta feat. Fetty Wap & Sia  |
| 2016 | Living Out Loud –                                              | — | — | — | — | — | — | Erstveröffentlichung: 16. Dezember 2016 Brooke Candy feat. Sia                                   |
| 2017 | WaterFall –                                                    | DE47 (10 Wo.)DE | AT70 (6 Wo.)AT | CH38 (8 Wo.)CH | UK47 (5 Wo.)UK | — | AU19 Gold · (5 Wo.)AU | Erstveröffentlichung: 10. März 2017 Verkäufe: + 35.000; Stargate feat. Pink & Sia                |
| 2017 | Dusk Till Dawn Icarus Falls                                    | DE3 Platin · (31 Wo.)DE | AT1 Platin · (24 Wo.)AT | CH1 ×3Dreifachplatin · (35 Wo.)CH | UK5 ×2Doppelplatin · (24 Wo.)UK | US44 ×2Doppelplatin · (17 Wo.)US | AU6 ×4Vierfachplatin · (21 Wo.)AU | Erstveröffentlichung: 7. September 2017 Verkäufe: + 6.133.333; Zayn feat. Sia                    |
| 2017 | The Day That You Moved On Global Intimacy                      | — | — | — | — | — | — | Erstveröffentlichung: 10. November 2017 TQX feat. Sia                                            |
| 2018 | Flames 7                                                       | DE7 Platin · (31 Wo.)DE | AT7 Platin · (24 Wo.)AT | CH2 Gold · (38 Wo.)CH | UK7 Platin · (28 Wo.)UK | — | AU19 ×2Doppelplatin · (11 Wo.)AU | Erstveröffentlichung: 22. März 2018 Verkäufe: + 2.878.333; David Guetta feat. Sia                |
| 2018 | Here I Am Dumplin’ (O.S.T.)                                    | — | — | — | — | — | — | Erstveröffentlichung: 14. September 2018 Dolly Parton feat. Sia                                  |
| 2019 | That’s Life –                                                  | — | — | — | — | — | — | Erstveröffentlichung: 20. Juni 2019 88-Keys feat. Mac Miller & Sia                               |
| 2020 | On Map of the Soul: 7                                          | DE36 (1 Wo.)DE | AT23 (2 Wo.)AT | CH27 (2 Wo.)CH | — | — | — | Erstveröffentlichung: 21. Februar 2020 BTS feat. Sia                                             |
| 2020 | Exhale –                                                       | — | — | — | — | — | — | Erstveröffentlichung: 10. Juni 2020 Kenzie feat. Sia                                             |
| 2020 | Let’s Love Best Night of Your Life                             | DE30 (21 Wo.)DE | AT55 (6 Wo.)AT | CH47 Platin · (11 Wo.)CH | UK53 (3 Wo.)UK | — | — | Erstveröffentlichung: 28. August 2020 Verkäufe: + 425.000; David Guetta feat. Sia                |
| 2020 | Cold –                                                         | — | — | — | — | — | — | Erstveröffentlichung: 2. Oktober 2020 Leslie Odom Jr. feat. Sia                                  |
| 2020 | Del mar Enoc                                                   | — | — | CH51 (3 Wo.)CH | — | — | — | Erstveröffentlichung: 2. Oktober 2020 Verkäufe: + 708.333; Ozuna feat. Doja Cat & Sia            |
| 2021 | Titans Music is the Weapon                                     | DE— cDE | — | CH82 (1 Wo.)CH | — | — | — | Erstveröffentlichung: 25. März 2021 Verkäufe: + 100.000; Major Lazer feat. Labrinth & Sia        |
| 2021 | Born Yesterday KICK ii                                         | — | — | — | — | — | — | Erstveröffentlichung: 4. Oktober 2021 Arca feat. Sia                                             |
| 2021 | Dynamite Scorcha                                               | DE— dDE | — | — | — | — | — | Erstveröffentlichung: 22. Oktober 2021 Verkäufe: + 100.000; Sean Paul feat. Sia                  |
| 2023 | Hass Hass –                                                    | — | — | — | — | — | — | Erstveröffentlichung: 26. Oktober 2023 Diljit Dosanjh feat. Sia                                  |
| 2025 | Beautiful People –                                             | DE34 (… Wo.)DE | AT73 (2 Wo.)AT | CH19 (… Wo.)CH | UK55 (17 Wo.)UK | — | — | Erstveröffentlichung: 7. März 2025 Verkäufe: + 100.000; David Guetta feat. Sia                   |
| Folgende Lieder erschienen nicht als Single, wurden aber durch das Album zum Download und Streaming bereitgestellt und konnten somit eine Platzierung erlangen: |                                                                | | | | | | |                                                                                                  |
| |                                                                | | | | | | |                                                                                                  |
| 2013 | Beautiful Pain The Marshall Mathers LP 2                       | DE87 (1 Wo.)DE | — | — | UK67 Silber · (1 Wo.)UK | US99 Gold · (1 Wo.)US | — | Charteinstieg: 16. November 2013 Verkäufe: + 750.000; Eminem feat. Sia                           |
| 2016 | Wolves The Life of Pablo                                       | — | — | — | UK88 Silber · (1 Wo.)UK | US— PlatinUS | — | Charteinstieg: 8. April 2016 Verkäufe: + 1.275.000 Kanye West feat. Vic Mensa, Frank Ocean & Sia |

## Videoalben und Musikvideos

### Videoalben
| Jahr | Titel Musiklabel                 | Höchstplatzierung, Gesamtwochen, AuszeichnungChartplatzierungen (Jahr, Titel, Musiklabel, Platzierungen, Wochen, Auszeichnungen, Anmerkungen) | Höchstplatzierung, Gesamtwochen, AuszeichnungChartplatzierungen (Jahr, Titel, Musiklabel, Platzierungen, Wochen, Auszeichnungen, Anmerkungen) | Höchstplatzierung, Gesamtwochen, AuszeichnungChartplatzierungen (Jahr, Titel, Musiklabel, Platzierungen, Wochen, Auszeichnungen, Anmerkungen) | Höchstplatzierung, Gesamtwochen, AuszeichnungChartplatzierungen (Jahr, Titel, Musiklabel, Platzierungen, Wochen, Auszeichnungen, Anmerkungen) | Höchstplatzierung, Gesamtwochen, AuszeichnungChartplatzierungen (Jahr, Titel, Musiklabel, Platzierungen, Wochen, Auszeichnungen, Anmerkungen) | Höchstplatzierung, Gesamtwochen, AuszeichnungChartplatzierungen (Jahr, Titel, Musiklabel, Platzierungen, Wochen, Auszeichnungen, Anmerkungen) | Anmerkungen                        |
| Jahr | Titel Musiklabel                 | DE | AT | CH | UK | US | AU | Anmerkungen                        |
| ---- | -------------------------------- | --- | --- | --- | --- | --- | --- | ---------------------------------- |
| 2009 | TV Is My Parent Hear Music (CMG) | — | — | — | UK26 (1 Wo.)UK | — | — | Erstveröffentlichung: 18. Mai 2009 |

### Musikvideos
| Jahr | Titel                                      | Regie                                                      |
| ---- | ------------------------------------------ | ---------------------------------------------------------- |
| 2000 | Little Man                                 | Cassius Coleman                                            |
| 2000 | Taken for Granted                          | Matthew Bate (Version 1) Fatima Robinson (Version 2)       |
| 2001 | Destiny                                    | Howard Greenhalgh                                          |
| 2004 | Numb                                       | Clemens Habicht, Sia                                       |
| 2004 | Breathe Me                                 | Daniel Askill, Sia                                         |
| 2006 | Sunday                                     | Sia                                                        |
| 2007 | Don’t Bring Me Down                        | Nik Fackler                                                |
| 2007 | Buttons                                    | Kris Moyes                                                 |
| 2007 | Day Too Soon                               | Cat Solen                                                  |
| 2007 | Pictures                                   | Sia                                                        |
| 2008 | Soon We’ll Be Found                        | Claire Carré                                               |
| 2009 | The Girl You Lost to Cocaine               | Kris Moyes                                                 |
| 2010 | You’ve Changed                             | Dennis Liu                                                 |
| 2010 | Clap Your Hands                            | Kris Moyes                                                 |
| 2010 | I’m in Here                                | David Altobelli                                            |
| 2011 | Titanium                                   | David Wilson                                               |
| 2012 | Wild Ones                                  | Erik White                                                 |
| 2012 | She Wolf (Falling to Pieces)               | Hiro Murai                                                 |
| 2013 | Elastic Heart                              | Sia (Version 1, 2013) Daniel Askill, Sia (Version 2, 2015) |
| 2014 | Battle Cry                                 | Frank Borin                                                |
| 2014 | You’re Never Fully Dressed Without a Smile | Will Gluck                                                 |
| 2014 | Chandelier                                 | Daniel Askill, Sia                                         |
| 2014 | Guts Over Fear                             | Syndrome                                                   |
| 2015 | Big Girls Cry                              | Daniel Askill, Sia                                         |
| 2015 | Fire Meet Gasoline                         | Francesco Carrozzini                                       |
| 2015 | Golden                                     | Scott Cudmore, Michael LeBlanc                             |
| 2015 | Alive                                      | Daniel Askill, Sia (EN-Version) Takumi Koyama (JP-Version) |
| 2015 | Bang My Head                               | Hannah Lux Davis                                           |
| 2016 | Cheap Thrills                              | Daniel Askill, Sia                                         |
| 2016 | Je te pardonne                             |                                                            |
| 2016 | The Greatest                               | Daniel Askill, Sia                                         |
| 2017 | Move Your Body                             | Lior Molcho                                                |
| 2017 | Never Give Up                              | Lior Molcho                                                |
| 2017 | Waterfall                                  | Malia James                                                |
| 2017 | Living Out Loud                            | Simon Cahn                                                 |
| 2017 | Free Me                                    | Blake Martin                                               |
| 2017 | Cellophane                                 |                                                            |
| 2017 | Dusk Till Dawn                             | Marc Webb                                                  |
| 2017 | Rainbow                                    | Daniel Askill                                              |
| 2017 | Santa’s Coming for Us                      |                                                            |
| 2018 | Flames                                     | Lior Molcho                                                |
| 2018 | Thunderclouds                              | Ernest Desumbila                                           |
| 2018 | Here I Am                                  |                                                            |
| 2018 | Genius                                     | Ben Jones                                                  |
| 2018 | Audio                                      | Ernest Desumbila                                           |
| 2019 | No New Friends                             | Dano Cerny                                                 |
| 2020 | Let’s Love                                 | Hannah Lux Davis                                           |
| 2020 | Del mar                                    | Nuno Gomes                                                 |
| 2020 | Snowman                                    | Lior Molcho                                                |
| 2020 | Don’t Give Up                              | Sam Spiegel                                                |
| 2021 | Hey Boy!                                   | Rafatoon                                                   |
| 2021 | Floating Through Space                     | Lior Molcho                                                |
| 2021 | Titans                                     | Ernest Desumbila                                           |
| 2021 | Music                                      | Sergei Polunin                                             |
| 2021 | Born Yesterday                             | Guillermo Aliaga, Pedro Triviño                            |
| 2021 | Dynamite                                   | Storm Saulter                                              |
| 2021 | Pin Drop                                   | Jacob Jonas                                                |
| 2021 | Fly Me to the Moon                         |                                                            |
| 2022 | Snowman (Part II)                          | Lior Molcho                                                |
| 2023 | Gimme Love                                 | Sia                                                        |
| 2023 | Hass Hass                                  |                                                            |
| 2024 | Dance Alone                                | Dano Cerny                                                 |
| 2025 | Beautiful People                           | Daniel Askill                                              |

## Autorenbeteiligungen und Produktionen
| Jahr | Titel Interpretation                                               | Höchstplatzierung, Gesamtwochen, AuszeichnungChartplatzierungen (Jahr, Titel, Interpretation, Platzierungen, Wochen, Auszeichnungen, Anmerkungen) | Höchstplatzierung, Gesamtwochen, AuszeichnungChartplatzierungen (Jahr, Titel, Interpretation, Platzierungen, Wochen, Auszeichnungen, Anmerkungen) | Höchstplatzierung, Gesamtwochen, AuszeichnungChartplatzierungen (Jahr, Titel, Interpretation, Platzierungen, Wochen, Auszeichnungen, Anmerkungen) | Höchstplatzierung, Gesamtwochen, AuszeichnungChartplatzierungen (Jahr, Titel, Interpretation, Platzierungen, Wochen, Auszeichnungen, Anmerkungen) | Höchstplatzierung, Gesamtwochen, AuszeichnungChartplatzierungen (Jahr, Titel, Interpretation, Platzierungen, Wochen, Auszeichnungen, Anmerkungen) | Höchstplatzierung, Gesamtwochen, AuszeichnungChartplatzierungen (Jahr, Titel, Interpretation, Platzierungen, Wochen, Auszeichnungen, Anmerkungen) | Anmerkungen                                                                     |
| Jahr | Titel Interpretation                                               | DE | AT | CH | UK | US | AU | Anmerkungen                                                                     |
| --- | ------------------------------------------------------------------ | --- | --- | --- | --- | --- | --- | ------------------------------------------------------------------------------- |
| 2003 | Bigger Better Deal Desert Eagle Discs feat. Keisha White           | — | — | — | UK67 (1 Wo.)UK | — | — | Erstveröffentlichung: 17. Februar 2003                                          |
| 2010 | Hold On Rusko feat. Amber Coffman                                  | — | — | — | UK96 (1 Wo.)UK | — | — | Erstveröffentlichung: 5. Juli 2010                                              |
| 2011 | Wild Ones Wild Flo                                                 | — | — | — | UK77 (1 Wo.)UK | — | — | Erstveröffentlichung: 19. Dezember 2011 Original: Flo Rida feat. Sia            |
| 2012 | Let Me Love You (Until You Learn to Love Yourself) Ne-Yo           | DE61 (13 Wo.)DE | — | CH55 (3 Wo.)CH | UK1 Platin · (18 Wo.)UK | US6 Platin · (28 Wo.)US | AU8 ×2Doppelplatin · (18 Wo.)AU | Erstveröffentlichung: 31. Juli 2012 Verkäufe: + 1.807.500                       |
| 2012 | Let Me Love You (Until You Learn to Love Yourself) Big Hits 2012   | — | — | — | UK61 (2 Wo.)UK | — | — | Erstveröffentlichung: 1. August 2012 Original: Ne-Yo                            |
| 2012 | Diamonds Rihanna                                                   | DE1 ×4Vierfachplatin · (44 Wo.)DE | AT1 Gold · (27 Wo.)AT | CH1 ×4Vierfachplatin · (50 Wo.)CH | UK1 ×4Vierfachplatin · (50 Wo.)UK | US1 Diamant · (27 Wo.)US | AU1 ×6Sechsfachplatin · (27 Wo.)AU | Erstveröffentlichung: 27. September 2012 Verkäufe: + 17.000.369                 |
| 2013 | Radioactive Rita Ora                                               | — | — | — | UK18 Silber · (10 Wo.)UK | — | AU23 Gold · (8 Wo.)AU | Erstveröffentlichung: 8. Februar 2013 Verkäufe: + 235.000                       |
| 2013 | Loved Me Back to Life Celine Dion                                  | DE38 (3 Wo.)DE | AT38 (1 Wo.)AT | CH25 (6 Wo.)CH | UK14 (7 Wo.)UK | — | — | Erstveröffentlichung: 3. September 2013 Verkäufe: + 40.000                      |
| 2013 | Perfume Britney Spears                                             | DE78 (1 Wo.)DE | AT69 (2 Wo.)AT | CH74 (1 Wo.)CH | — | US76 (6 Wo.)US | AU—AU | Erstveröffentlichung: 4. November 2013                                          |
| 2013 | Cannonball Lea Michele                                             | — | — | — | UK56 (1 Wo.)UK | US75 (1 Wo.)US | — | Erstveröffentlichung: 10. Dezember 2013                                         |
| 2014 | Into the Blue Kylie Minogue                                        | DE31 (6 Wo.)DE | AT37 (3 Wo.)AT | CH32 (2 Wo.)CH | UK12 (5 Wo.)UK | — | AU46 (1 Wo.)AU | Erstveröffentlichung: 28. Januar 2014                                           |
| 2014 | Beautiful Enrique Iglesias feat. Kylie Minogue                     | — | — | — | — | — | AU47 (1 Wo.)AU | Erstveröffentlichung: 14. März 2014                                             |
| 2014 | We Are One (Ole Ola) Pitbull feat. Claudia Leitte & Jennifer Lopez | DE6 Gold · (22 Wo.)DE | AT6 (18 Wo.)AT | CH2 Gold · (16 Wo.)CH | UK29 (4 Wo.)UK | US59 Gold · (6 Wo.)US | — | Erstveröffentlichung: 8. April 2014 Verkäufe: + 790.000                         |
| 2014 | I Was Gonna Cancel Kylie Minogue feat. Pharrell Williams           | — | — | — | UK59 (1 Wo.)UK | — | — | Erstveröffentlichung: 22. April 2014                                            |
| 2014 | Pretty Hurts Beyoncé                                               | DE83 (1 Wo.)DE | — | CH68 (1 Wo.)CH | UK63 Silber · (7 Wo.)UK | US— ×2DoppelplatinUS | AU47 (1 Wo.)AU | Erstveröffentlichung: 12. Mai 2014 Verkäufe: + 2.630.000                        |
| 2014 | Diamonds Josef Salvat                                              | DE11 Gold · (21 Wo.)DE | AT46 (8 Wo.)AT | CH42 (12 Wo.)CH | UK72 (3 Wo.)UK | — | — | Erstveröffentlichung: 19. September 2014 Verkäufe: + 200.000; Original: Rihanna |
| 2015 | Flashlight Jessie J                                                | DE38 Gold · (20 Wo.)DE | AT37 (12 Wo.)AT | CH28 (20 Wo.)CH | UK13 Platin · (22 Wo.)UK | US61 (7 Wo.)US | AU2 ×4Vierfachplatin · (19 Wo.)AU | Erstveröffentlichung: 14. April 2015 Verkäufe: + 1.805.000                      |
| 2016 | Try Everything Shakira                                             | DE54 (5 Wo.)DE | AT39 (5 Wo.)AT | CH55 (3 Wo.)CH | UK— PlatinUK | US63 ×3Dreifachplatin · (9 Wo.)US | — | Erstveröffentlichung: 12. Januar 2016 Verkäufe: + 3.675.000                     |
| 2016 | Sledgehammer Rihanna                                               | — | — | — | UK69 (3 Wo.)UK | — | — | Erstveröffentlichung: 27. Juni 2016 Verkäufe: + 30.000                          |
| 2017 | Chained to the Rhythm Katy Perry feat. Skip Marley                 | DE6 Platin · (18 Wo.)DE | AT7 Gold · (16 Wo.)AT | CH6 (29 Wo.)CH | UK5 Platin · (29 Wo.)UK | US4 ×2Doppelplatin · (23 Wo.)US | AU4 ×3Dreifachplatin · (12 Wo.)AU | Erstveröffentlichung: 10. Februar 2017 Verkäufe: + 4.283.333                    |
| 2017 | Crying in the Club Camila Cabello                                  | DE49 Gold · (15 Wo.)DE | AT49 (14 Wo.)AT | CH45 Platin · (13 Wo.)CH | UK12 Platin · (19 Wo.)UK | US47 Platin · (9 Wo.)US | AU39 Platin · (9 Wo.)AU | Erstveröffentlichung: 19. Mai 2017 Verkäufe: + 2.730.000                        |
| Folgende Lieder erschienen nicht als Single, wurden aber durch das Album zum Download und Streaming bereitgestellt und konnten somit eine Platzierung erlangen: |                                                                    | | | | | | |                                                                                 |
| |                                                                    | | | | | | |                                                                                 |
| 2013 | Let Me Love You (Until You Learn to Love Yourself) Glee Cast       | — | — | — | UK77 (1 Wo.)UK | US91 (1 Wo.)US | — | Charteinstieg: 16. Februar 2013 Original: Ne-Yo                                 |
| 2013 | Titanium Jahméne Douglas                                           | — | — | — | UK94 (2 Wo.)UK | — | — | Charteinstieg: 3. August 2013 Original: David Guetta feat. Sia                  |
| 2015 | World Championship Finale 2 The Barden Bellas                      | DE78 (1 Wo.)DE | AT52 (1 Wo.)AT | — | UK70 (3 Wo.)UK | — | AU29 (2 Wo.)AU | Charteinstieg: 22. Mai 2015                                                     |

## Promoveröffentlichungen
| Jahr | Titel Album                                         | Anmerkungen                                                  |
| ---- | --------------------------------------------------- | ------------------------------------------------------------ |
| 2000 | Get Me Healing Is Difficult                         | Erstveröffentlichung: 2000                                   |
| 2002 | Judge Me Healing Is Difficult                       | Erstveröffentlichung: 2002                                   |
| 2004 | Numb Colour the Small One                           | Erstveröffentlichung: 2004                                   |
| 2004 | Rewrite Colour the Small One                        | Erstveröffentlichung: Dezember 2004                          |
| 2006 | Sunday Colour the Small One                         | Erstveröffentlichung: 2006                                   |
| 2007 | Pictures (Live) Lady Croissant                      | Erstveröffentlichung: 7. Mai 2007                            |
| 2008 | Little Black Sandals Some People Have Real Problems | Erstveröffentlichung: Juli 2008 feat. Lucia Ribisi           |
| 2010 | Stop Trying We Are Born                             | Erstveröffentlichung: 26. November 2010                      |
| 2010 | I’m in Here We Are Born                             | Erstveröffentlichung: Dezember 2010                          |
| 2018 | Step by Step –                                      | Erstveröffentlichung: 21. September 2018 Amazon Original     |
| 2022 | Diamond Eyes Emotional                              | Erstveröffentlichung: 1. April 2021 Eddie Benjamin feat. Sia |
| 2022 | Manchild                                            | Erstveröffentlichung: 28. April 2022 Neneh Cherry feat. Sia  |
| 2022 | Let Me Love You –                                   | Erstveröffentlichung: 30. August 2022                        |

## Sonderveröffentlichungen

### Alben
| Jahr | Titel Musiklabel                                       | Anmerkungen                                                          |
| ---- | ------------------------------------------------------ | -------------------------------------------------------------------- |
| 2017 | We Are Born + 1000 Forms of Fear RCA Records (Sony)    | Erstveröffentlichung: 18. August 2017 Teil der „2CD-Originals“-Reihe |
| 2018 | 1000 Forms of Fear + This Is Acting RCA Records (Sony) | Erstveröffentlichung: 17. August 2018 Teil der „2CD-Originals“-Reihe |

| Jahr | Titel Musiklabel                                                   | Anmerkungen                                                           |
| ---- | ------------------------------------------------------------------ | --------------------------------------------------------------------- |
| 2009 | iTunes Live from Sydney Hear Music (CMG)                           | Erstveröffentlichung: 5. Mai 2009 Teil der „iTunes-Live“-Reihe        |
| 2010 | iTunes Live – ARIA Concert Series 2010 Monkey Puzzle Records (MPR) | Erstveröffentlichung: 11. Mai 2010 Teil der „iTunes-Live“-Reihe       |
| 2016 | Spotify Sessions Inertia Recordings (IMG)                          | Erstveröffentlichung: 8. April 2016 Teil der „Spotify-Sessions“-Reihe |
| 2020 | Triple J Live at the Wireless – Big Day Out 2011 Triple J (ABC)    | Erstveröffentlichung: 15. Mai 2020 Teil der „Triple-J-Live“-Reihe     |

### Lieder
| Jahr | Titel Album                                                    | Anmerkungen                                                                          |
| ---- | -------------------------------------------------------------- | ------------------------------------------------------------------------------------ |
| 2001 | Destiny Simple Things                                          | Erstveröffentlichung: 23. April 2001 Zero 7 feat. Sia                                |
| 2004 | Somersault When It Falls                                       | Erstveröffentlichung: 25. Februar 2004 Zero 7 feat. Sia                              |
| 2006 | Throw It All Away The Garden                                   | Erstveröffentlichung: 22. Mai 2006 Zero 7 feat. Sia                                  |
| 2006 | You’re My Flame The Garden                                     | Erstveröffentlichung: 22. Mai 2006 Zero 7 feat. Sia                                  |
| 2009 | Wicked Game East Side Stories                                  | Erstveröffentlichung: 28. Oktober 2009 Peter Jöback feat. Sia; Original: Chris Isaak |
| 2010 | Never So Big Here Lies Love                                    | Erstveröffentlichung: 19. März 2010 David Byrne & Fatboy Slim feat. Sia              |
| 2011 | Titanium Nothing but the Beat                                  | Erstveröffentlichung: 26. August 2011 David Guetta feat. Sia                         |
| 2012 | I Love It Drinking from the Sun                                | Erstveröffentlichung: 9. März 2012 Hilltop Hoods feat. Sia                           |
| 2012 | Vague à l’âme Tout va de travers                               | Erstveröffentlichung: 9. März 2012 Juliette Katz feat. Sia                           |
| 2012 | Dragging You Around Landline                                   | Erstveröffentlichung: 24. April 2012 Greg Laswell feat. Sia                          |
| 2012 | Wild Ones                                                      | Erstveröffentlichung: 29. Juni 2012 Flo Rida feat. Sia                               |
| 2012 | Wild One Two Cathy & David Guetta Present FMIF! Ibiza Mix 2012 | Erstveröffentlichung: 29. Juni 2012 David Guetta feat. Jack Back, Nicky Romero & Sia |
| 2012 | She Wolf (Falling to Pieces) Nothing but the Beat 2.0          | Erstveröffentlichung: 7. September 2012 David Guetta feat. Sia                       |
| 2013 | Beautiful Pain The Marshall Mathers LP 2                       | Erstveröffentlichung: 5. November 2013 Eminem feat. Sia                              |
| 2013 | Dim the Lights Echoes                                          | Erstveröffentlichung: 12. November 2013 Creep feat. Sia                              |
| 2013 | Battle Cry Dirty Gold                                          | Erstveröffentlichung: 30. Dezember 2013 Angel Haze feat. Sia                         |
| 2014 | The Whisperer Listen                                           | Erstveröffentlichung: 21. November 2014 David Guetta feat. Sia                       |
| 2014 | Guts Over Fear Shady XV                                        | Erstveröffentlichung: 24. November 2014 Eminem feat. Sia                             |
| 2015 | Déjà vu                                                        | Erstveröffentlichung: 12. Juni 2015 Giorgio Moroder feat. Sia                        |
| 2015 | Je te pardonne Mon cœur avait raison                           | Erstveröffentlichung: 28. August 2015 Maître Gims feat. Sia                          |
| 2015 | Like a River Runs Terrible Thrills Vol. 2                      | Erstveröffentlichung: 25. September 2015 Bleachers feat. Sia                         |
| 2015 | Bang My Head Listen Again                                      | Erstveröffentlichung: 27. November 2015 David Guetta feat. Fetty Wap & Sia           |
| 2016 | Wolves The Life of Pablo                                       | Erstveröffentlichung: 14. Februar 2016 Kanye West feat. Vic Mensa, Frank Ocean & Sia |
| 2018 | Flames 7                                                       | Erstveröffentlichung: 14. September 2018 David Guetta feat. Sia                      |
| 2018 | Light Headed 7                                                 | Erstveröffentlichung: 14. September 2018 David Guetta feat. Sia                      |
| 2018 | Dusk Till Dawn Icarus Falls                                    | Erstveröffentlichung: 14. Dezember 2018 Zayn feat. Sia                               |
| 2019 | The Day That You Moved On Global Intimacy                      | Erstveröffentlichung: 19. April 2019 TQX feat. Sia                                   |
| 2019 | Oakland Nights The Unauthorized Bash Brothers Experience       | Erstveröffentlichung: 23. Mai 2019 The Lonely Island feat. Sia                       |
| 2019 | Oblivion Imagination & the Misfit Kid                          | Erstveröffentlichung: 22. November 2019 Labrinth feat. Sia                           |
| 2020 | On Map of the Soul: 7                                          | Erstveröffentlichung: 21. Februar 2020 BTS feat. Sia                                 |
| 2020 | Titans Music is the Weapon                                     | Erstveröffentlichung: 23. Oktober 2020 Major Lazer feat. Labrinth & Sia              |
| 2020 | Del mar Enoc                                                   | Erstveröffentlichung: 4. September 2020 Ozuna feat. Doja Cat & Sia                   |
| 2021 | Diamond Eyes Emotional                                         | Erstveröffentlichung: 2. April 2021 Eddie Benjamin feat. Sia                         |
| 2021 | 1+1 Ressources (Nouvelle édition)                              | Erstveröffentlichung: 12. November 2021 Amir feat. Sia                               |
| 2021 | Born Yesterday KICK ii                                         | Erstveröffentlichung: 30. November 2021 Arca feat. Sia                               |
| 2022 | Dynamite Scorcha                                               | Erstveröffentlichung: 27. Mai 2022 Sean Paul feat. Sia                               |
| 2022 | Manchild                                                       | Erstveröffentlichung: 10. Juni 2022 Neneh Cherry feat. Sia                           |
| 2023 | Muddy Feet Endless Summer Vacation                             | Erstveröffentlichung: 10. März 2023 Miley Cyrus feat. Sia                            |
| 2023 | Let’s Love Best Night of Your Life                             | Erstveröffentlichung: 31. Mai 2023 David Guetta feat. Sia                            |
| 2024 | Dance Alone Tension II                                         | Erstveröffentlichung: 18. Oktober 2024 Kylie Minogue & Sia                           |

| Jahr | Titel Album                                            | Anmerkungen                                                         |
| ---- | ------------------------------------------------------ | ------------------------------------------------------------------- |
| 2006 | Breath Me (Live @ Kink FM) KINK Live Nine              | Erstveröffentlichung: 2006                                          |
| 2008 | Little Black Sandals (Live @ WFUV) FUV Live, Volume 11 | Erstveröffentlichung: 2008                                          |
| 2008 | Day Too Soon (Live @ Kink FM) KINK Live Eleven         | Erstveröffentlichung: 30. September 2008                            |
| 2016 | Satisfied The Hamilton Mixtape                         | Erstveröffentlichung: 2. Dezember 2016 feat. Miguel & Queen Latifah |
| 2020 | Riding on My Bike At Home with the Kids                | Erstveröffentlichung: 13. August 2020                               |

| Jahr | Titel Soundtrack                                            | Anmerkungen                                                                       |
| ---- | ----------------------------------------------------------- | --------------------------------------------------------------------------------- |
| 2004 | Don’t Bring Me Down 36 tödliche Rivalen                     | Erstveröffentlichung: 20. November 2004                                           |
| 2010 | My Love Eclipse – Biss zum Abendrot                         | Erstveröffentlichung: 8. Juni 2010                                                |
| 2013 | Kill and Run Der große Gatsby                               | Erstveröffentlichung: 7. Mai 2013                                                 |
| 2013 | Elastic Heart (Remix) Die Tribute von Panem – Catching Fire | Erstveröffentlichung: 15. November 2013 feat. Diplo & The Weeknd                  |
| 2014 | Wild Ones (Wrestlemania 28 Version) WWE 2K 15               | Erstveröffentlichung: 21. Oktober 2014 Flo Rida feat. Sia                         |
| 2014 | Moonquake Lake Annie                                        | Erstveröffentlichung: 14. November 2014 mit Beck                                  |
| 2014 | You’re Never Fully Dressed Without a Smile Annie            | Erstveröffentlichung: 14. November 2014                                           |
| 2015 | Salted Wound Fifty Shades of Grey                           | Erstveröffentlichung: 6. Februar 2015                                             |
| 2015 | Titanium Wild Tales – Jeder dreht mal durch!                | Erstveröffentlichung: 20. Februar 2015 David Guetta feat. Sia                     |
| 2015 | She Wolf (Falling to Pieces) Ewige Jugend                   | Erstveröffentlichung: Mai 2015 David Guetta feat. Sia                             |
| 2015 | California Dreamin’ San Andreas                             | Erstveröffentlichung: 12. Mai 2015 Original: The Mamas and the Papas              |
| 2015 | One Candle Racing Extinction                                | Erstveröffentlichung: 6. November 2015 mit J. Ralph                               |
| 2016 | Unforgettable Findet Dorie                                  | Erstveröffentlichung: 17. Juni 2016                                               |
| 2016 | Waving Goodbye The Neon Demon                               | Erstveröffentlichung: 1. Juli 2016                                                |
| 2016 | Blackbird Beat Bugs                                         | Erstveröffentlichung: 4. November 2016 Beat Bugs feat. Sia; Original: The Beatles |
| 2016 | Never Give Up Lion – Der lange Weg nach Hause               | Erstveröffentlichung: 9. Dezember 2016                                            |
| 2017 | Helium Fifty Shades of Grey – Gefährliche Liebe             | Erstveröffentlichung: 10. Februar 2017                                            |
| 2017 | To Be Human Wonder Woman                                    | Erstveröffentlichung: 26. Mai 2017 feat. Labrinth                                 |
| 2017 | Rainbow My Little Pony – Der Film                           | Erstveröffentlichung: 22. September 2017                                          |
| 2018 | Deer in Headlights Fifty Shades of Grey – Befreite Lust     | Erstveröffentlichung: 9. Februar 2018                                             |
| 2018 | Magic Das Zeiträtsel                                        | Erstveröffentlichung: 9. März 2018                                                |
| 2018 | Here I Am Dumplin’                                          | Erstveröffentlichung: 30. November 2018 Dolly Parton feat. Sia                    |
| 2020 | Original Die fantastische Reise des Dr. Dolittle            | Erstveröffentlichung: 17. Januar 2020                                             |

## Statistik

### Chartauswertung
Die folgenden Statistiken bieten eine Übersicht der Charterfolge von Sia in den Album-, Single- und Musik-DVD-Charts. Es ist zu beachten, dass bei den Singles nur Interpretationen und keine Autorenbeteiligungen berücksichtigt wurden.
|                     | DE    | AT    | CH    | UK    | US    | AU    |
| ------------------- | ----- | ----- | ----- | ----- | ----- | ----- |
| Nummer-eins-Alben   | DE—DE | AT—AT | CH—CH | UK—UK | US1US | AU2AU |
| Top-10-Alben        | DE1DE | AT1AT | CH5CH | UK2UK | US2US | AU4AU |
| Alben in den Charts | DE6DE | AT5AT | CH6CH | UK8UK | US6US | AU8AU |

|                       | DE     | AT     | CH     | UK     | US     | AU     |
| --------------------- | ------ | ------ | ------ | ------ | ------ | ------ |
| Nummer-eins-Singles   | DE1DE  | AT2AT  | CH2CH  | UK1UK  | US1US  | AU1AU  |
| Top-10-Singles        | DE10DE | AT9AT  | CH9CH  | UK11UK | US4US  | AU10AU |
| Singles in den Charts | DE26DE | AT24AT | CH37CH | UK38UK | US16US | AU27AU |

|                          | DE    | AT    | CH    | UK    | US    | AU    |
| ------------------------ | ----- | ----- | ----- | ----- | ----- | ----- |
| Nummer-eins-Videoalben   | DE—DE | AT—AT | CH—CH | UK—UK | US—US | AU—AU |
| Top-10-Videoalben        | DE—DE | AT—AT | CH—CH | UK—UK | US—US | AU—AU |
| Videoalben in den Charts | DE—DE | AT—AT | CH—CH | UK1UK | US—US | AU—AU |

### Auszeichnungen für Musikverkäufe
Das Lied Candy Cane Lane sowie die Autorenbeteiligung Quit (Cashmere Cat feat. Ariana Grande) erschienen weder als Singles, noch konnten sie sich aufgrund von Downloads oder Musikstreaming in den Charts platzieren, dennoch erhielten diese Schallplattenauszeichnungen für je über 500.000 verkaufte Einheiten.
| Land/RegionAuszeichnungen für Musikverkäufe (Land/Region, Auszeichnungen, Verkäufe, Quellen) | Silber       | Gold         | Platin         | Diamant       | Verkäufe   | Quellen                           |
| -------------------------------------------------------------------------------------------- | ------------ | ------------ | -------------- | ------------- | ---------- | --------------------------------- |
| Australien (ARIA)                                                                            | —            | 7× Gold7     | 67× Platin67   | —             | 4.935.000  | aria.com.au                       |
| Belgien (BRMA)                                                                               | —            | 8× Gold8     | 10× Platin10   | —             | 435.000    | ultratop.be                       |
| Brasilien (PMB)                                                                              | —            | 6× Gold6     | 13× Platin13   | 12× Diamant12 | 3.480.000  | pro-musicabr.org.br               |
| Dänemark (IFPI)                                                                              | —            | 14× Gold14   | 39× Platin39   | —             | 2.030.000  | ifpi.dk                           |
| Deutschland (BVMI)                                                                           | —            | 12× Gold12   | 16× Platin16   | Diamant1      | 9.750.000  | musikindustrie.de                 |
| Finnland (IFPI)                                                                              | —            | Gold1        | Platin1        | —             | 31.903     | ifpi.fi                           |
| Frankreich (SNEP)                                                                            | —            | 12× Gold12   | 11× Platin11   | 10× Diamant10 | 6.183.663  | infodisc.fr snepmusique.com       |
| Griechenland (IFPI)                                                                          | —            | Gold1        | —              | —             | 10.000     | Einzelnachweise                   |
| Irland (IRMA)                                                                                | —            | Gold1        | Platin1        | —             | 22.500     | Einzelnachweise                   |
| Italien (FIMI)                                                                               | —            | 7× Gold7     | 40× Platin40   | Diamant1      | 2.665.000  | fimi.it                           |
| Japan (RIAJ)                                                                                 | —            | Gold1        | —              | —             | —          | riaj.or.jp                        |
| Kanada (MC)                                                                                  | —            | 8× Gold8     | 35× Platin35   | 3× Diamant3   | 4.729.000  | musiccanada.com                   |
| Mexiko (AMPROFON)                                                                            | —            | 7× Gold7     | 23× Platin23   | 4× Diamant4   | 2.790.000  | amprofon.com.mx                   |
| Neuseeland (RMNZ)                                                                            | —            | 9× Gold9     | 59× Platin59   | —             | 1.740.000  | aotearoamusiccharts.co.nz NZ2 NZ3 |
| Norwegen (IFPI)                                                                              | —            | Gold1        | 10× Platin10   | —             | 510.000    | ifpi.no                           |
| Österreich (IFPI)                                                                            | —            | 8× Gold8     | 6× Platin6     | —             | 300.000    | ifpi.at                           |
| Peru (UNIMPRO)                                                                               | —            | Gold1        | —              | —             | 3.000      | Einzelnachweise                   |
| Polen (ZPAV)                                                                                 | —            | 8× Gold8     | 23× Platin23   | 7× Diamant7   | 2.005.000  | olis.pl                           |
| Portugal (AFP)                                                                               | —            | 4× Gold4     | 12× Platin12   | —             | 140.000    | Einzelnachweise                   |
| Schweden (IFPI)                                                                              | —            | 4× Gold4     | 27× Platin27   | —             | 1.420.000  | sverigetopplistan.se              |
| Schweiz (IFPI)                                                                               | —            | 5× Gold5     | 15× Platin15   | —             | 460.000    | hitparade.ch                      |
| Singapur (RIAS)                                                                              | —            | 2× Gold2     | —              | —             | 10.000     | rias.org.sg                       |
| Spanien (Promusicae)                                                                         | —            | 12× Gold12   | 31× Platin31   | —             | 1.900.000  | elportaldemusica.es               |
| Südafrika (RISA)                                                                             | —            | 2× Gold2     | —              | —             | 30.000     | Einzelnachweise                   |
| Vereinigte Staaten (RIAA)                                                                    | —            | 11× Gold11   | 52× Platin52   | 2× Diamant2   | 79.500.000 | riaa.com                          |
| Vereinigtes Königreich (BPI)                                                                 | 10× Silber10 | 3× Gold3     | 45× Platin45   | —             | 29.812.000 | bpi.co.uk                         |
| Insgesamt                                                                                    | 10× Silber10 | 155× Gold155 | 536× Platin536 | 40× Diamant40 |            |                                   |